# Hesperocharis
Hesperocharis là một chi bướm ngày thuộc họ Pieridae. Chúng là loài bản địa của châu Mỹ.

## Các loài
- Hesperocharis anguitia (Godart, 1819)
- Hesperocharis costaricensis H. W. Bates, 1866 – Costa Rican White
- Hesperocharis crocea H. W. Bates, 1866 – Orange White
- Hesperocharis emeris (Boisduval, 1836) – Emeris White
- Hesperocharis erota (Lucas, 1852)
- Hesperocharis graphites H. W. Bates, 1864 – Marbled White
- Hesperocharis hirlanda (Stoll, [1790])
- Hesperocharis leucania (Boisduval, 1836)
- Hesperocharis marchalii (Guérin-Méneville, [1844]) – Marchal's White
- Hesperocharis ñambii Salazar & Constantino, 2007
- Hesperocharis nera (Hewitson, 1852) – Nera White
- Hesperocharis nereina Hopffer, 1874 – Nereina White
- Hesperocharis paranensis Schaus, 1898

## Hình ảnh

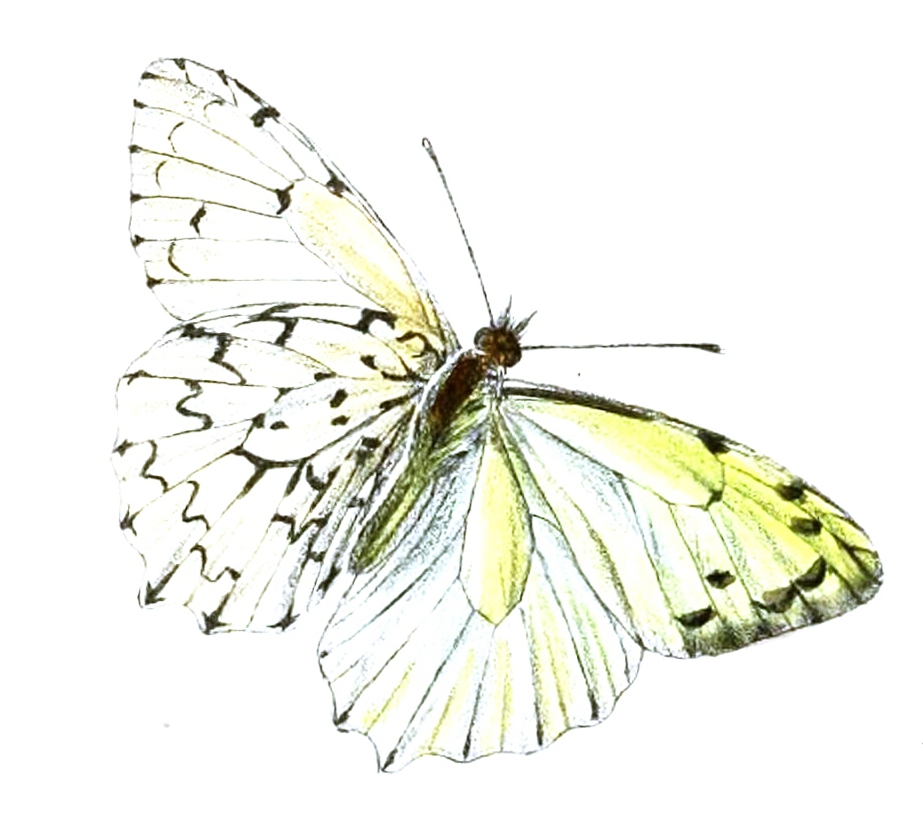